# 辻新次
辻 新次（つじ しんじ、天保13年1月9日〈1842年2月18日〉- 大正4年〈1915年〉11月30日）は、明治時代の日本の文部官僚。旧松本藩士。男爵。号は信松。
信濃国松本出身。1866年（慶応2年）に開成所化学教授手伝並となり、明治に入ってからは大学助教、次いで大学南校校長となった。また1871年（明治4年）の文部省出仕以降は、学制取調掛、学校課長、地方学務局長、普通学務局長、初代文部次官を歴任。明治前半期のほとんどの教育制度策定にかかわったため、「文部省の辻か、辻の文部省か」と言われ、また「教育社会の第一の元老」、「明治教育界の元勲」などと評された。この間、明六社会員となり、大日本教育会（後に帝国教育会）、仏学会、伊学協会の各会長にも就任している。1892年（明治25年）の文部省退官後は貴族院勅選議員、高等教育会議議員、教育調査会委員に選ばれたほか、仁寿生命保険、諏訪電気、伊那電車軌道の社長を務めた。

## 生涯
松本藩医（小姓格、15石）の辻大渕介如水の次男として、松本城下に生まれる。幼名は鼎吉。後に理之助・新次郎・新次と改名した。12歳から藩校崇教館で朱子学を学び、後に蘭学を学んだ。崇教館での成績は抜群であったといわれる。その後、江戸に出て苦学しながら蘭学・英学・西洋兵学を学び、また幕府の蕃書調所精錬所（のち化学局）に入って大砲の鋳造や火薬製造学も学んだ。1863年（文久3年）、22歳で開成所（東京大学の源流）精錬方世話心得となる。辻は当初軍人志望であり、西洋兵学を実戦で試す絶好の機会として、1864年（元治元年）、藩に無断で幕府の武田耕雲齋討伐軍に加わったが（天狗党の乱）、藩に呼び戻されて譴責を受けた。
その後、再び江戸に上り、開成所に復帰したが、火薬製造中の事故で負傷。それ以降、教育家になることを決心し、フランス学の研究に邁進した。1866年（慶応2年）に開成所化学教授手伝並となり、下谷練塀町（現秋葉原）で仏学塾を経営。この私塾の教え子の中には、後に近代土木界の最高権威となる古市公威がいた。明治維新後は、新政府により開成学校の教授試補に登用された。

### 文部官僚時代
1871年（明治4年）、文部省設置に伴い文部権少丞兼大助教となり、以後20年以上に渡って文部行政に従事することになる。同年12月には、文部卿・大木喬任により学制取調掛に任命され、箕作麟祥のもとで学制の起草にあたった。学制公布後は、第一大学区大学設立掛に任命され、大学南校（現東京大学）校長、東京外国語学校（現東京外国語大学）校長事務取扱なども兼任し、教育行政に尽力した。大学南校校長時代のエピソードは『大学々生溯源』に詳しい。
1877年（明治10年）1月、文部権大書記官に就任し、東京大学の設立に従事したほか、文部大輔・田中不二麿のもとで教育令の制定に参画した。また、同年6月に鈴木唯一・佐沢太郎らと汎愛社を設立し、『教育新誌』を発行。この時期から大日本教育会結成に向けて動き始める。1878年（明治11年）9月からは太政官大書記官も兼任し、教育令原案が元老院の議に上ると、委員として教育令成立に貢献。1880年（明治13年）には教則取調掛長に任命され、教育令改正にも従事した。
教育令改正後の1881年（明治14年）には、商法講習所（現一橋大学）の存続を助けている。東京府会で商法講習所の廃止が決議された2日後の7月28日、文部省地方学務局長として東京府知事・松田道之宛に講習所存置の希望を申し入れ、その数日後、松田府知事から農商務卿・河野敏鎌宛に補助金下付の要望書が提出され、農商務省が支援することで、商法講習所の存続が決まった。
1885年（明治18年）12月に内閣制度が発足し、森有礼が初代文部大臣に就任すると、辻は大臣官房長兼学務局長となり、翌1886年（明治19年）3月には次官職の新設により初代文部次官に就任した。文部官僚のトップとして、帝国大学令・師範学校令・中学校令等の公布に携わり、高等中学校候補地選定のための巡視も行なっている。
また同年（1886年）には、帝国大学工科大学初代学長に就任した古市公威らと5月に仏学会（日仏協会の前身）、11月に東京仏学校（後に東京法学校と合併して法政大学の前身となる）を設立し、仏学会の初代会長にも就任している。
1890年（明治23年）に第1回帝国議会が開設されると、教育予算削減のため、高等中学校その他12学校の廃止論や内務省との合併による文部省廃止論などが唱えられたが、辻は帝国議会において文部省所管政府委員として矢面に立って防戦し、教育予算の削減を最小限にとどめさせた。

### 文部省退官後
1892年（明治25年）に文部省を退官した後は、伊藤博文が創設した東京女学館の初代館長に就任し、1894年（明治27年）には教員の遺族を救済する目的で、生命保険を取り扱う仁寿生命（後に野村生命と合併して東京生命保険となる）の初代社長に就任した。
1896年（明治29年）に貴族院議員に勅選され、1897年（明治30年）以降は高等教育会議議員、教育調査会委員なども歴任し、教育擁護の立場からたびたび意見を提案した。また、大日本教育会の国家教育社（伊沢修二が創設）併合による帝国教育会への改編に際し、会長職を貴族院議長の近衛篤麿に譲ったが、1898年（明治31年）の近衛会長辞職後に後任会長選挙が暗礁に乗り上げたため、役員達の懇願を受けて辻は再び会長職に就いた。以後1915年（大正4年）に死去するまで帝国教育会の会長を務め続け、教育改革に尽力した。辻の大日本教育会・帝国教育会の会長在職年数は実に約27年、会長経験者のうち在職年数はトップである。墓所は染井霊園。

## 人物

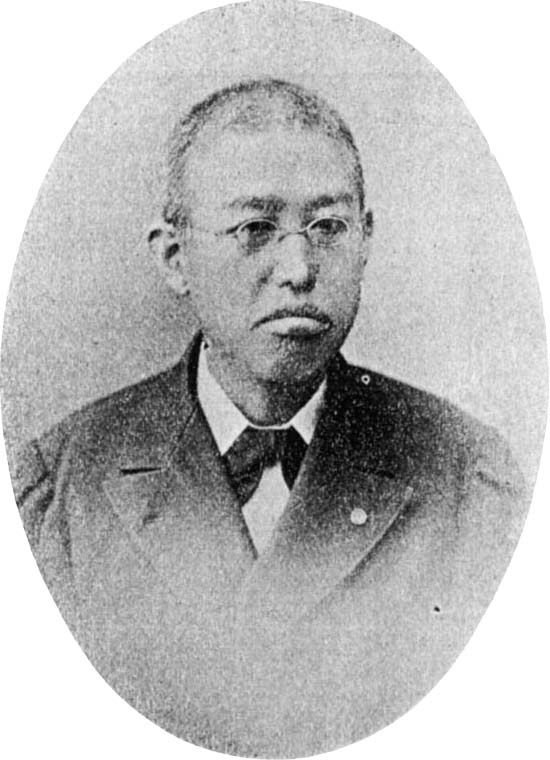
辻新次

### 世評
辻は、その教育界への影響力から様々に評された。
- 性格は、穏和・円満・寛大・親切・勤勉・忠実とされ、
- 「藤蔓」（藤のつるのように堅く忍耐強いという意味）
- 「平均八合」（私心なく公明正大であるという意味）
- 「文部省の生き字引」
- 「教育社会の第一の元老」
- 「明治教育界の元勲」
- 「平凡なる巨人」
- 森有礼文相からは「良き女房役」と評された。
- 蕃書調所以来の文部行政との関係では加藤弘之とも比較され、浜尾新、久保田譲と共に「属吏の大成した巨人」といわれた。
- 石川半山は『当世人物評』（1902年）の中で、「事務官としては彼れに匹敵すべき者を見ない」[8]の奥付は曽根松太郎を著者としているが、巻首題の下には「石川半山」の署名があり[9]、「事務家の内、辻新次君が其の功績の最も偉大なる人で有ることも、恐らくは何人も疑ひを容れない所で有らう。」[10]と書き、「理想的事務官」[11]と評している。

### 顕彰
- 文部次官在職中の1890年（明治23年）11月、全国教育者大集会において金製の教育功賞が贈られたほか、1893年（明治26年）3月には、大日本教育会総裁・有栖川宮熾仁親王の裁可を得て、大日本教育会から金製の会章が贈典され、名誉会員となった。1906年(明治39年）大日本国民中学会から功績を称えて勲章が贈られた
- 文部省を退官した時に、東京音楽学校（現東京芸術大学）は、『たかきいさを』（作詞・黒川真頼、作曲・山勢松韻）という唱歌を贈って功績を称えた。
- 日本政府から旭日章・瑞宝章を授与されたほか、フランス共和国・イタリア王国からも勲章を授与されている。
- 1934年（昭和9年）、長野県上伊那郡赤穂村大字赤穂（現・駒ヶ根市）にその功績を称えて銅像が立てられる。作者は伊藤博文、山縣有朋、坂本龍馬などの銅像も手がけた本山白雲。

### 逸話
- 若き日に苦学して最も困窮していた時、後に妻となる女性（さと）から恩恵を受けた。小泉長三の短編小説・『出世の縁結』は、この話を基にしている[12]。

- 文部省普通学務局長時代、唱歌「螢」（「蛍の光」）の3番にある「わかるゝみちに かはるとも かはらぬこゝろ ゆきかよひ」は男女間の恋心をうたう詞で、日本の児童教育には適切ではないと意見を付し、「うみやまとほく へだつとも そのまごゝろは へだてなく」に変更された[13]。
- 在職時代一度も外遊をせず、私財を投げ打って寄付し続けた。
- 大日本教育会・帝国教育会に寄付した金品は、他の追随を許さないほどの額であった[14]。さらに故郷の信濃国分寺に多額の寄付をしており、信濃国分寺の垣根の石柱に辻が金一万疋を寄贈したことが刻まれている。また長野県上田市の吉田神社には直筆の墨跡碑が残されている。
- 目黒不動にある「昆陽青木先生碑銘」（青木昆陽碑）の篆額を担当している。撰文は国語学者の大槻文彦、揮毫は「明治三筆」の野村素介、碑陰記は西脇呉石が担当。その他、榎本武揚、新渡戸稲造ら各界の名士が名を連ねている。

## 家族・親族
- 妻・さとは、幕臣・岩波小左衛門信義の三女[15]である。
- 長男・辻太郎は、貴族院議員（男爵・公正会所属）で、第62・63回帝国議会において徳川家達貴族院議長のもとで常任委員長（決算委員長）を務めた。
- 次女・信は、第一銀行副支配人の野口弥三と結婚し、日本芸術院会員の洋画家・野口弥太郎を生んでいる。
- 祖父の兄・幕臣定火消役与力辻丈之進が当主であった牛込市ヶ谷の辻家には、新次が江戸に上った際に世話になっている。

## 年表
- 1842年（天保13年）- 信濃国（長野県）に生まれる。
- 1861年（文久元年）- 江戸に上る。
- 1866年（慶応2年）- 開成所化学教授手伝並出役。
- 1868年（明治元年）- 開成学校教授試補。
- 1869年（明治2年）- 大学少助教。
- 1871年（明治4年）- 文部省設置。文部権少丞兼大助教。学制取調掛。
- 1872年（明治5年）- 学制公布。第一大学区大学設立掛。大学南校（現東京大学）校長。
- 1873年（明治6年）- 学校課長兼会計課長。
- 1874年（明治7年）- 東京外国語学校（現東京外国語大学）校長事務取扱。
- 1875年（明治8年）- 東京書籍館（帝国図書館の前身）館長事務取扱。
- 1876年（明治9年）- 文部権大丞。
- 1877年（明治10年）- 文部権大書記官。東京大学設立。
- 1878年（明治11年）- 太政官大書記官兼任。
- 1879年（明治12年）- 教育令公布。
- 1880年（明治13年）- 地方学務局長兼官立学務局長。教則取調掛長。教育令改正。
- 1881年（明治14年）- 普通学務局長。
- 1883年（明治16年）- 大日本教育会結成。役員選挙により初代会長に選出。
- 1885年（明治18年）- 2月に内記局長兼学務二局長。12月に内閣制度が発足し、森有礼初代文部大臣就任に伴い、大臣官房長兼学務局長。
- 1886年（明治19年）- 各省官制（勅令第2号）により、初代文部次官に就任（総務局長兼任）。帝国大学令、師範学校令、小学校令、中学校令公布。仏学会・東京仏学校設立、仏学会初代会長。
- 1888年（明治21年）- 伊学協会会長。
- 1889年（明治22年）- 文部省臨時取調委員長。
- 1890年（明治23年）- 帝国議会文部省所管政府委員。
- 1892年（明治25年）- 修身教科書機密漏洩事件の責任を取り、文部次官を自主退官。
- 1893年（明治26年）- 東京女学館初代館長。
- 1894年（明治27年）- 仁寿生命保険初代社長。
- 1896年（明治29年）1月31日 - 貴族院議員に勅選。10月27日 - 錦鶏間祗候[16]
- 1897年（明治30年）- 高等教育会議議員。
- 1906年（明治39年）- 勲一等瑞宝章受章。
- 1908年（明治41年）12月12日 - 男爵。
- 1915年（大正4年）- 死去。

## 栄典
位階
- 明治4年6月3日（1871年7月20日）- 従七位
- 1876年（明治9年）3月22日 - 正六位
- 1880年（明治13年）5月25日 - 従五位
- 1886年（明治19年）
  - 7月8日 - 正五位[17]
  - 10月28日 - 従四位[18]
- 1891年（明治24年）5月12日 - 従三位[19]
- 1892年（明治25年）11月24日 - 正三位[20]
- 1915年（大正4年）12月1日 - 従二位[21]

爵位
- 1908年（明治41年）12月12日 - 男爵[22]

勲章等
| 受章年                     | 略綬 | 勲章名                   | 備考 |
| -------------------------- | ---- | ------------------------ | ---- |
| 1882年（明治15年）6月17日  |      | 勲四等旭日小綬章         |      |
| 1886年（明治19年）11月30日 |      | 勲三等旭日中綬章         |      |
| 1889年（明治22年）11月25日 |      | 大日本帝国憲法発布記念章 |      |
| 1890年（明治23年）11月1日  |      | 藍綬褒章                 |      |
| 1892年（明治25年）8月26日  |      | 勲二等瑞宝章             |      |
| 1894年（明治27年）3月9日   |      | 大婚二十五年祝典之章     |      |
| 1903年（明治36年）12月14日 |      | 旭日重光章               |      |
| 1906年（明治39年）4月1日   |      | 勲一等瑞宝章             |      |
| 1915年（大正4年）11月10日  |      | 大礼記念章（大正）       |      |
| 1915年（大正4年）12月1日   |      | 旭日大綬章               |      |

外国勲章佩用允許
| 受章年                     | 国籍           | 略綬 | 勲章名                             | 備考 |
| -------------------------- | -------------- | ---- | ---------------------------------- | ---- |
| 1889年（明治22年）5月7日   | イタリア王国   |      | 王冠第一等勲章                     |      |
| 1889年（明治22年）11月13日 | フランス共和国 |      | レジオンドヌール勲章コマンドゥール |      |

## 関連文献
記事の脚注に未使用のもの。発行年順。
- 「辻新次夫人」鈴木光次郎 編 『明治閨秀美譚』（東京堂、1892年6月、NCID BA40789763）（改版改題、大空社〈列伝叢書〉、1995年2月、ISBN 4872365607）
- 「辻新次君」松下軍次 編 『信濃名士伝 初編』（松下軍次、1894年1月）
- 墨堤隠士「辻新次」『明治 人物の少壮時代』（（大学館、1902年6月）
- 「教育界に立身成功せる辻新次君」成功堂編輯部 編『小学卒業苦学成功就職手続立身案内』 （成功社、1910年10月）
- 樋口勘治郎 編『信松先生錫爵録』（樋口勘治郎、1912年2月）
- 「辻新次男の苦学と成功」松本尋常高等小学校 編 『松本郷土訓話集 第一輯』（交文社、1912年3月）
- 藤原喜代蔵「辻新次」『人物評論 学界の賢人愚人』（文教会、1913年2月）
  - 『教育界人物伝』藤原喜代蔵 編（東出版〈辞典叢書〉、1997年9月、ISBN 487036056X）
- 『正三位勲一等男爵辻新次勲章加授ノ件』 巻五、大正四年・叙勲。Ref.A10112795100。国立公文書館所蔵
  - 内閣（著）、帝国教育会（編）「噫辻男爵」『帝国教育』第403号、帝国教育会、1916-02（大正4年11月8日） エラー: 日付が正しく記入されていません。（説明）。
- 「辻新次先生」信濃教育会 編『教育功労者列伝』（信濃教育会、1935年6月）doi:10.11501/1464464
- 木戸若雄「人物・教育団体史（2）：辻新次と大日本教育会」『学校運営』第68号（学校運営研究会、1965年12月）
- 白石崇人『明治20年代後半における大日本教育会研究組合の成立』（レポート）。
- 富田仁「最初の仏学会々長・辻新次について」『心』第30巻第1号（生成会、1977年1月）
  - 「教育行政 : フランス学の発展に尽くした辻新次」日本放送出版協会 編 『4 進む交流と機能』（日本放送出版協会〈日本の『創造力』：近代・現代を開花させた470人〉、1993年3月、ISBN 4140092084）
- 掛本勲夫 著「辻新次 : 近代教育制度の推進者」、唐沢富太郎 編『図説教育人物事典 : 日本教育史のなかの教育者群像』 下巻、ぎょうせい、1984年7月。
- 中野実「解説」『男爵辻新次翁』大空社、1987年9月。（前掲、大空社、1987年9月）
- 個人サイト白石崇人. “2006/12/22「大日本教育会・帝国教育会東京府会員ファイル1」東京府会員”. web.archive.org. 大日本教育会・帝国教育会の群像.   sky.ap.teacup.com. 2014年7月15日時点のオリジナルよりアーカイブ。2024年1月22日閲覧。
- 中野実（著）「辻新次」。朝日新聞社（編）『朝日日本歴史人物事典』朝日新聞出版、1994年11月。ISBN 4023400521。{{cite encyclopedia ja}}:  CS1メンテナンス: dateとyear (カテゴリ)
- 山住正己『唱歌教育成立過程の研究』東京大学出版会、1967年3月。
- 関口直佑「明治初年の文部行政と辻新次」『社学研論集』第14号、早稲田大学大学院社会科学研究科、2009年9月、NAID 120002972256。
  - 「明治18年教育令と辻新次」『社学研論集』第15号、2010年3月。NAID 40017114814。